# Zalla Zarana
Zalla Zarana, née Rozalija Sršen le 16 juillet 1897 à Žužemberk (Autriche-Hongrie) et morte le 12 juillet 1967 à Los Angeles (États-Unis), est une actrice de cinéma muet américaine, d'origine austro-hongroise.

## Filmographie partielle
- 1925 : La Veuve joyeuse (The Merry Widow) d'Erich von Stroheim
- 1927 : La Morsure (The Show) de Tod Browning
- 1927 : Les Ailes (Wings) de William A. Wellman
- 1928 : À l'ouest de Zanzibar (West of Zanzibar) de Tod Browning